# Anomis grisea
Anomis grisea — моль из семейства Эребидов. В основном обитает на юге Мадагаскара. Впервые была описана Арнольдом Пагенштехером в 1907 году.
Размах крыла взрослых особей составляет 28-30 мм.